# Kosmos 2378
Kosmos 2378, ruski vojni navigacijski i komunikacijski satelit iz programa Kosmos. Vrste je Parus.
Lansiran je 8. lipnja 2001. godine u 15:08 s kozmodroma Pljesecka u Rusiji. Lansiran je u nisku orbitu oko planeta Zemlje raketom nosačem Kosmos-3M 11K65M. Orbita mu je 963 km u perigeju i 1009 km u apogeju. Orbitna inklinacija mu je 82,93°. Spacetrackov kataloški broj je 26818. COSPARova oznaka je 2001-023-A. Zemlju obilazi u 104,83 minute. Pri lansiranju bio je mase kg. 
Vjerojatno pripada konstelaciji navigacijsko-komunikacijskog sustava Ciklon koji obuhvaća letjelice Jedro koje služe za točno lociranje podmornica i brodova koji nose projektile.
Još jedan dio se odvojio i u niskoj je orbiti oko Zemlje.

## Vanjske poveznice
- N2YO.com Search Satellite Database
- Celes Trak SATCAT Format Documentation (engl.)
- Kunstman  Arhivirana inačica izvorne stranice od 12. kolovoza 2019. (Wayback Machine) Satellites in Orbit (engl.)